# Dietrich von Keyserling
Dietrich Graf von Keyserling (* 5. September 1713 in Neuenburg, Kurland; † 13. November 1793 in Mitau) war ein deutschbaltischer Offizier und Staatsmann. Er war von 1759 bis 1763 Kanzler im Herzogtum Kurland.

## Leben
Dietrich von Keyserling entstammte dem ursprünglich westfälischen, aber seit dem späten 15. Jahrhundert im Baltikum ansässigen Adelsgeschlecht von Keyserlingk. Er war Erbe der Ländereien in Okten und Ligutten (lettisch: Līguti) bei Grobin in Kurland und studierte  in Königsberg und Jena. Danach arbeitete er in der Kanzlei seines Stiefbruders Hermann Carl von Keyserlingk, dem russischen Gesandten am polnisch-sächsischen Hof.
Im Jahr 1735 war er unter den russischen Freiwilligen unter General Peter von Lacy auf einem Feldzug zum Rhein. 1736 wurde er Berufssoldat in den Türkenkriegen. Zunächst wurde er Flügeladjutant später dann Generaladjutant des Generals Lacy, der nun in österreichischen Diensten war. Im Jahr 1737 wurde Keyserling Chef des Asowschen Dragonerregiments. Er schied 1738 aus dem Militär aus und wurde Oberjägermeister in Kurland. 1754 königlich polnischer Kammerherr geworden, wurde er 1758 zum Geheimen Rat und 1759 zum Kanzler von Kurland ernannt. Mit der Rückkehr von Herzog Ernst Johann von Biron trat er 1763 zurück und wurde wieder Privatmann.
Keyserling wurde von König Friedrich Wilhelm II. von Preußen anlässlich seiner Thronbesteigung am 19. September 1786 in den Grafenstand erhoben. Er war auch Ritter des Johanniterordens, des St.-Annen-Ordens, des Ordens vom Weißen Adler und des Sankt-Stanislaus-Ordens.
Keyserling veröffentlichte mehrere kleinere Schriften, darunter eine über Erdbeeren.
Er war seit 1739 mit Anna Alexandrine Freiin von Manteuffel (1723–1784) verheiratet.